# …és még egymillió lépés
Az …és még egymillió lépés Rockenbauer Pál nagysikerű gyalogos országjáró ismeretterjesztő televíziósorozatának második része volt, a Másfélmillió lépés Magyarországon című film folytatása. A stáb az Országos Kéktúra útvonalának bejárása után 7 évvel, 1986. augusztus 31-én újra elindult fölfedezni Magyarországot, ezúttal a Nyugat- és Dél-Dunántúl természeti és kulturális értékeit. A Kőszegi-hegységben lévő Szent Vid-hegytől – az előző túra végpontjától – 680 kilométert gyalogolva 42 nap alatt, október 11-én érkeztek meg Szekszárdra.
Rockenbauer eredetileg 9 részesre tervezte a sorozatot, és 1988 januárjában tervezte bemutatni, azonban az időközben bekövetkezett halála miatt félbeszakadtak a munkák, és csak 1 év késéssel, 1989. január 8-án került bemutatásra, immár 18 részesre kibővítve.
A film végigvezet az Alpokalja, Őrség, Göcsej, Dráva-mente, Belső-Somogy, Zselic, Mecsek és Tolna változatos tájain, bemutatva azok szépségeit, értékeit, az ott élő embereket, a hagyományos vidéki életformához kapcsolódó szokásokat, mesterségeket, tárgyi emlékeket, a falusi kultúrát, gazdálkodást és kisipart, a kézművesség és népművészet mestereit. Szót kapnak a fiatalabb nemzedékek is, a tradíciók őrzői és folytatói csakúgy, mint azok a helyi vezetők és vállalkozók, akik a városiasodás, a modernizáció és a gazdaságélénkítés támogatásában vagy éppen a turizmus fejlesztésében látták térségük felzárkóztatásának lehetőségeit.
A sorozat előzménye a Másfélmillió lépés Magyarországon, folytatása pedig az 1990-ben készült Kerekek és lépések, amelyben a stáb – ekkor már Rockenbauer Pál nélkül – az Alföldet járta be kerékpárral, s a Zemplénbe visszatérve bezárta a kört.
A természetjárást és honismeretet népszerűsítő három film a készítők szakmai profizmusával, giccs és hamis pátosz nélkül, tárgyilagosan és kiegyensúlyozottan mutatja be rendkívül gazdag körképben a késői Kádár-kor, majd a rendszerváltás időszakának vidéki Magyarországát, s mint ilyen, felbecsülhetetlen értékű kordokumentum.
Az …és még egymillió lépés videováltozatban is megjelent: a 18 részt a TELEVIDEO Kiadó a kilencvenes években 5 VHS-kazettán, majd az MTV Zrt. 2007-ben 5 DVD-n adta ki, a MOKÉP forgalmazásában. Az epizódok kb. 45 percesek. 2017-ben az MTVA is kiadta 4 DVD-n, de ezeken a lemezeken az epizódokat kb. 5-10 perccel megrövidítették (A MOKÉP által kiadott DVD lemezeken még eredeti, vágatlan tartalommal jelentek meg).

## Története
A Másfélmillió lépés... folytatásának gondolata már 1981-ben felmerült, a sorozat televíziós vetítésének sikere után. Baranyából is szorgalmazták a Dél-dunántúli Kék hasonló koncepciójú filmes bemutatását, de a „hét szűk esztendő” (ahogy Rockenbauer nevezte az 1980–86 közötti időszakot) nem kedvezett a megvalósításnak.
A munkaterv szerint az új sorozat címe „...és még félmillió” lett volna, eredetileg ugyanis jóval rövidebb túrát tűztek ki (az MTV alig akarta megadni a forgatási jogot, a szükséges anyagi és technikai fedezetet, Rockenbauer lelkesedése is fogytán volt), de aztán a részletes tervezés során egyre újabb kanyarokkal és kitérőkkel bővült az útvonal, hogy minél többet lehessen bemutatni a délnyugati országrész kevéssé ismert tájai, természeti, kulturális és néprajzi értékei közül.
Ezt a sorozatot is alapos terepbejárás előzte meg. Először Rockenbauer maga járta végig 1985-ben az – akkor még fele olyan hosszúra tervezett – útvonalat, majd 1986 tavaszán a stáb két tagjával gyalogolta újra és mérte fel a már véglegesített, majdnem 700 km-nyi távot.

## A stáb
- Faludi Sándor (hangmérnök)
- Gyenes Károly (szerkesztő)
- Heincz László (a rendező munkatársa)
- Rockenbauer Pál (rendező)
- Somkuti Viktor (segédoperatőr)
- Stenszky Gyula (operatőr)
- Szabados Tamás (operatőr)
- Tolnai Ferenc (kerékfelelős)

Sinkó László, aki a film narrátori szerepében kíséri végig a stábot, személyesen nem minden forgatási napon tudott részt venni.
Egyes szakaszokon a meghívott szakértők, továbbá egyéni és szervezett turisták, kirándulók, diákcsoportok, olykor helybeliek is csatlakoztak a stábhoz.

## Címdal
A főcímben felhangzó dallam és szöveg az Indulj el (egy úton) című népdal némileg módosított szövegű változata, melyet a Muzsikás együttes játszott.

„Indulj el egy úton, én is egy másikon,

Hol egymást találjuk, egymásnak se szóljunk.

Aki minket meglát, mit fog az mondani?

Azt fogja gondolni, idegenek vagyunk.”

## Epizódok
I. A nyugati határszélen
- A bronzkori várostól Savariáig
- Szombathelytől Jákon át...
- Körmendtől az Őrség felé
- Őrségi tájak

II. A távoli Zalában
- Kacskaringó Vasban, Zalában
- A Zala völgyében
- Göcsejben
- Megy a csapat Kanizsára

III. Somogy homokján, Zselic dombjain
- Az ismeretlen Belső-Somogy
- Somogyország déli tájain
- Belépünk a Zselicbe
- Pusztuló, éledő zselici falvak

Megjegyzés: 
Az egykori társaság nem a mai térképen feltüntetett tájat járta be, hanem Nagykanizsától délnek tartott, egészen a Dráváig, s a folyó mentén haladt Barcsig. A Barcsi-ősborókás érintése után fordultak északnak, Kaposvár felé. Innentől kis eltérésekkel a mai útvonalat követték.
IV. A Mecsekben
- A Nyugati-Mecsekben
- A Mecsek derekán
- A Keleti-Mecsekben
- Hegyek, völgyek, mesteremberek

V. Tolnában
- Tolnai dombokon
- Az utolsó lépések

## A filmben felbukkanó települések
I. A nyugati határszélen: Velem, Bozsok, Torony, Ondód, Sé, Olad, Szombathely, Nárai, Ják, Egyházasrádóc, Körmend, Halogy, Ivánc, Hegyhátszentmárton, Kondorfa, Szalafő, Őriszentpéter, Nagyrákos, Kerkáskápolna, Magyarföld, Magyarszombatfa, Gödörháza, Velemér
II. A távoli Zalában: Velemér, Szentgyörgyvölgy, Kógyár, Felsőszenterzsébet, Kerkafalva, Pusztaszentpéter, Felsőcsöde, Csöde, Pankasz, Kisrákos, Szaknyér, Hegyhátszentjakab (Vadása-tó), Zalalövő, Nagyfernekág, Salomvár, Zalacséb, Kávás, Ebergény, Zalaegerszeg, Babosdöbréte, Milejszeg, Pálfiszeg, Csonkahegyhát, Becsvölgye (Kislengyel, Vargaszeg), Petrikeresztúr (Vörösszeg, Győrfiszeg), Zalatárnok, Szentkozmadombja, Rádiháza, Söjtör, Tófej, Gutorfölde-Újhegy, Szentpéterfölde, Bázakerettye, Kistolmács, Borsfa, Valkonya, Obornak, Homokkomárom, Nagykanizsa
III. Somogy homokján, Zselic dombjain: Nagykanizsa-Miklósfa, Surd-Szőlőhegy, Belezna, Őrtilos-Szőlőhegy, Zákány, Somogybükkösd, Pátró (most: Nemespátró), Ágneslak, Csurgónagymarton, Csurgó-Szőlőhegy, Csurgó, Berzence, Somogyudvarhely, Vízvár, Babócsa, Komlósd, Drávaszentes, Barcs, Szulok, Kálmáncsa-Emlékmajor, Kálmáncsa, Lad, Dióspuszta, Magyarlukafa, Somogyhárságy, Kishárságy, Visnyeszéplak, Szilvásszentmárton, Patca, Szenna, Kaposszerdahely, Kaposszentjakab, Kaposvár, Zselickislak, Simonfa, Gálosfa, Ibafa, Györgymajor, Kán, Gorica, Hetvehely
IV. A Mecsekben: Abaliget, Orfű, Kővágószőlős, Kővágótöttös, Cserkút, Bakonya, Pécs, Pécsbánya, Mánfa, Árpádtető (Béta-akna), Zobákpuszta, Kisújbánya, Püspökszentlászló, Pécsvárad, Zengővárkony, Kisújbánya, Óbánya, Mecseknádasd
V. Tolnában: Mecseknádasd, Apátvarasd, Ófalu, Bátaapáti, Mórágy, Kismórágy, Zsibrik, Mőcsény, Szálka, Grábóc, Szekszárd

## A filmben megszólaló személyek
A bronzkori várostól Savariáig (1986. augusztus 31.)
- Rockenbauer Pál bevezetője, Velemszentvid
- Bándi Gábor régész, Velemszentvid
- Lenzsér István asztalosmester és Palatkás József fafaragó népi iparművész, velemi Alkotótábor (Rockenbauer P. és Gyenes K. riportja)
- Banga László présháztulajdonos, Bozsok (Gyenes K. riportja)
- Bándi Gábor régész és Szilágyi István, Szombathely főépítésze, Sé–Oladi-kilátó
- Bándi Gábor régész, Savaria Múzeum, Szombathely
- Szentléleky Tihamér régész, a Vas Megyei Múzeumok főigazgatója, Savaria Múzeum, Szombathely

Szombathelytől Jákon át... (1986. szeptember 1–2.)
- Horváth Sándor, a Savaria Múzeum néprajzkutatója, Vasi Múzeumfalu, Olad (Gyenes K. riportja)
- Skultéti Rozália nyugdíjas, Nárai
- Doma Balázs szatócs és vevője, Nárai
- Dercsényi Dezső művészettörténész, Ják (Gyenes K. riportja)
- Tauber Péter igazgató, Szövetkezeti Gépipari Közös Vállalat GT Fémipari Üzeme, Ják (Gyenes K. riportja)
- Pegán László fafaragó, Egyházasrádóc-Kissároslak

Körmendtől az Őrség felé (1986. szeptember 2–3.)
- Madáchy Károly ny. tanár, iskolaigazgató, helytörténész, Körmend
- Nagy Zoltán igazgató, Cipőmúzeum, Körmend
- Szántó László patkoló- és gyógykovács, Körmend (Rockenbauer P. riportja)
- Komjáthy Kálmán szobafestő, néprajzi gyűjtő, Körmend (Gyenes K. riportja)
- Dercsényi Balázs művészettörténész, Ivánc
- Horváth Sándor, a Savaria Múzeum néprajzkutatója, Szalafő-Pityerszer
- Pető Imre kosárfonó, Szalafő-Papszer (Gyenes K. és Heincz L. riportja)
- Vörös Netti néni (ének és beszéd), Szalafő-Alsószer (Gyenes K. riportja)

Őrségi tájak (1986. szeptember 3–6.)
- Valter Ilona régész, Őriszentpéter
- Káldi Gyula építész, Őriszentpéter (Gyenes K. riportja)
- Orbán Róbert túratárs, kéktúrázó, Őriszentpéter
- Paládi-Kovács Attila etnográfus és Palatkás József fafaragó népi iparművész, Őriszentpéter (Gyenes K. riportja)
- budapesti diákok az őriszentpéteri Őrségi Fogadóban (Gyenes K. riportja)
- Kovács Lajos tiszteletes, Nagyrákos (Gyenes K. riportja)
- Keserü Józsefné, a községi elöljáró felesége, Kerkáskápolna
- a stáb Keserü Józsefék tanyáján, Magyarföld-Berkihegy
- Varga Sándor fazekasmester, Velemér (Gyenes K. riportja)
- Dercsényi Dezső művészettörténész, Velemér

Kacskaringó Vasban, Zalában (1986. szeptember 6–8.)
- a stáb énekelve menetel Kerkafalva és Pusztaszentpéter között
- Devecz Oszkár, Pusztaszentpéter egyetlen lakója
- Rockenbauer Pál narrációja, Csöde
- Németh Józsefné[4] Annus néni, gomba- és gyógynövénygyűjtő asszony, az Erdei Termék Vállalat helybeli felvásárlója, Csöde (Sinkó L., Gyenes K. és Rockenbauer P. riportja)
- Kovács Béla ny. iskolaigazgató, Helytörténeti Gyűjtemény, Pankasz (Sinkó L. riportja)
- Avas Jenő gazdálkodó, Kisrákos (Gyenes K., Sinkó L. és Rockenbauer P. riportja)
- a stáb elköszön Orbán Róberttől és Sinkó Lászlótól a Vadása-tónál
- Berke Lászlóné gondnok, zalalövői Tájház (Gyenes K. és Rockenbauer P. riportja)

A Zala völgyében (1986. szeptember 9–11.)
- Redő Ferenc régész, Zalalövő (ásatás és bemutatóház)
- Szabó Imre méhész, Zalalövő-Nagyfernekág (Gyenes K. riportja)
- Süle Ferenc plébános, Salomvár (Gyenes K. riportja)
- Szabolcs Péter szobrász, Malom Galéria és Műteremház, Zalacséb
- Nagy Rozália (Rózka néni), gondnok, kávási Múzeumház (Gyenes K. riportja)
- Németh József igazgató, Göcseji Múzeum, Zalaegerszeg
- Kustos Lajos tanácselnök, Zalaegerszeg
- Baránka József építész, zalaegerszegi Művelődési Központ
- Németh József, Göcseji Falumúzeum, Zalaegerszeg
- Baránka József építész, bazitai TV-torony

Göcsejben (1986. szeptember 11–12.)
- Czugh János magyarszombatfai fazekasmester, Zalaegerszeg
- Rákosa József plébános, Milejszeg (Gyenes K. riportja)
- Pálfi Géza gazdálkodó és felesége, Pálfiszeg (Gyenes K. riportja)
- Salamon Jánosné Eszti néni (ének és beszéd), Csonkahegyhát
- Baki István kötélgyártó, Csonkahegyhát (Gyenes K. riportja)
- Mileji László tanácselnök a stábbal, becsvölgyi és budapesti fiatalokkal (köztük Oborny Beáta és Bognár Attila)[5] a Malom Turistaházban, Kislengyel (Rockenbauer P. és Gyenes K. riportja)
- Takó Bálint gazdálkodó és felesége, Becsvölgye-Vargaszeg
- Péntek Elekné szatócs, Petrikeresztúr-Győrfiszeg (Gyenes K. riportja)
- a csapat pihenőn helyi gazdáknál a Petrikeresztúr–Zalatárnok közötti szőlőhegyen

Megy a csapat Kanizsára (1986. szeptember 12–16.; a nagykanizsai kiállítás felvételei később készültek)
- helybeli iskolások, Söjtör, Deák-kastély (Gyenes K. riportja)
- Farkas Zoltán geológus, a Zalai Természetbarát Szövetség főtitkára Czigány Ernő szőlősgazdával és a csapattal, Gutorfölde-Újhegy
- a csapat a kisvonaton (ének), Szentpéterfölde–Bázakerettye
- Farkas Zoltán geológus, a Zalaegerszegi Olajipari Múzeum munkatársa, Bázakerettye
- Kerecsényi Edit néprajzkutató, ny. múzeumigazgató, az „Erdő és ember Zalában” c. kiállítás rendezője, Thúry György Múzeum, Nagykanizsa (Rockenbauer P. riportja)[6]
- Cseke Ferenc tanár, helytörténész, turisztikai szakíró a Thúry György Gimnázium diákjaival, Nagybakónak: Kőszikla-szurdok
- Deák Jenő,[7] a Nagykanizsai Természetbarátok Egyesületének elnöke és Tomasics János gondnok, Postás kulcsosház, Nagykanizsa-Örömhegy

Az ismeretlen Belső-Somogy (1986. szeptember 17–18.)
- Borsos Andrásné Bari néni (ének és beszéd), Nagykanizsa-Miklósfa (Gyenes K. riportja)
- helyi lakos (emlékezés dr. Szentendrei Edgárra), Nagykanizsa-Miklósfa
- Németh Attila operatőr, Mórichely
- Szakáll Edit és családja, fenyőtermesztők, Zákány
- Szakáll Miklósné Szmodics Rózsa, testvére Dömötörffy Józsefné Szmodics Borbála,[8][9] valamint Szomjas Károlyné tiszteletes asszony és Balassa Judit[10] (népviselet-bemutató, múlt és jelen, anekdoták, népdalok), Pátró (Gyenes K. riportja)
- Deák Jenő,[11] a Nagykanizsai Természetbarátok Egyesületének elnöke, Ágneslak
- a stáb a porrogszentkirályi Kardos János bácsi tanyáján, Horváth Ferenc porrogi képviselő és mások társaságában (beszéd, ének), Csurgó-Szőlőhegy (Gyenes K. riportja)
- Dercsényi Balázs művészettörténész, Csurgó
- Gál Endre tanácselnök, Csurgó
- Horváth József csurgói középiskolai tanár, Berzence

Somogyország déli tájain (1986. szeptember 19–22.)
- falusi iskolások (ének), majd özv. Győri Mihályné, Csizmadia Lajosné tanítónő, a helyi hagyományőrző csoport vezetője és más helybeliek, Somogyudvarhely (Rockenbauer P. riportja)
- Plecskó Mihály drávai halász, Vízvár
- Filarszky Nándor aranymosó, Vízvár (Rockenbauer P. riportja)
- Magyar Kálmán régész, Babócsa (ásatás) (Rockenbauer P. riportja)[12]
- Orzsi Zoltán igazgató, Dráva Múzeum, Barcs (Sinkó L. riportja)
- Potencz Antal dohánytermesztő, Szulok (Gyenes K. riportja)
- Strublics Mátyásné gyöngyöspárta-készítő, Szulok (Gyenes K. riportja)
- Potencz Józsefné és Lempel Jánosné, helyi lakosok, szuloki temető (Gyenes K. riportja)

Belépünk a Zselicbe (1986. szeptember 23–26.)
- Tóth Lajos suszter a stáb tagjaival, Magyarlukafa (Rockenbauer P. riportja, részben spanyolul)
- Kékesi István[13] és felesége, Lovas Katalin, iparművészek, a magyarlukafai tájház vezetői (Gyenes K. riportja)
- Kaiser Ádám[14] zsupfedélkészítő, Magyarlukafa (Rockenbauer P. riportja)
- Terényi Gyöngyi bőrműves és férje, Ponóczky Sándor fafaragó, Magyarlukafa (Gyenes K. riportja)
- Lutz László úttörővezető[15] és helybeli iskolások, Somogyhárságy (Gyenes K. és Rockenbauer P. riportja)
- Csepinszky Mária, a falumúzeum vezetője, Szenna (Gyenes K. riportja)
- táncosok és muzsikusok a szennai táncházban
- Kanyar József igazgató, Somogy Megyei Levéltár, Kaposvár (Rockenbauer P. riportja)
- Takáts Gyula költő, Kaposvár: Dorottya-ház (Gyenes K. riportja)

Pusztuló, éledő zselici falvak (1986. szeptember 26–29.)
- Takáts Gyula költő, Kaposvár-Rómahegy: Róma-villa
- Takáts Gyula költő és Lévai József helytörténész, Kaposvár: Négytestvér-forrás (Rockenbauer P. riportja)
- Lévai József a stábbal és Takáts Gyulával,[16] Kaposvár: Gyertyánosi-turistaház, Hangár-domb
- szombathelyi természetjárók a stábbal a simonfai turistaháznál
- Dercsényi Balázs művészettörténész, Gálosfa
- kéktúra-pecsétet hozó helybeliek a stábbal, Gálosfa
- Horváth J. Gyula plébános, Ibafa (Gyenes K. riportja)
- a stáb a csapattal az 500. km-t ünnepli, majd geológiai megállót tart (megszólal többek között Tolnai Ferenc, Rockenbauer Pál és Gyenes Károly), Ibafa–Kán: Györgymajor–Hollófészek környéke
- helyi lakosok, Kán (Rockenbauer P. riportja)
- a csapat pihenőn Gorica mellett

A nyugati Mecsekben (1986. szeptember 29. – október 1.)
- Vass Béla ny. mérnök, barlangkutató, Orfű: Abaligeti-barlang és Vízfő-forrás (Gyenes K. riportja)
- Juhász Árpád geológus, Jakab-hegy
- Levárdy Ferenc művészettörténész, Cserkút
- Kesztyűs Kálmán szőlősgazda és felesége, Kővágószőlős (Gyenes K. riportja)
- Kárpáti Gábor régész, Jakab-hegy: pálos kolostor és őskori földvár

A Mecsek derekán  (1986. október 2–4.; a bánáti bazsarózsát bemutató felvételek 1987. májusban készültek)
- Horvát Adolf Olivér botanikus, ny. gimnáziumi tanár, Remete-rét és Dömörkapu (Gyenes K. riportja)
- Rockenbauer Pál narrációja, Pécs
- Bezerédy Győző helytörténész, a JPM Várostörténeti Múzeumának vezetője, Pécs (Rockenbauer P. riportja)
- Levárdy Ferenc művészettörténész, Pécs
- Gerő Győző régész, Pécs
- Karádi Károly, a Baranya Megyei Természetbarát Szövetség vezetője és Kiss Lajos[17] üzemeltető, Fehérkúti kulcsosház (Gyenes K. riportja)
- Schőnerné Pusztai Ilona építész, Mánfa
- Juhász Árpád geológus, Melegmányi-völgy–Árpádtető–Zobákpuszta

A keleti Mecsekben (1986. október 5–6.)
- Gyenes Károly narrációja, Gyopár kulcsosház–Hidasi-völgy–Csurgó–Márévár
- Sáfár József, Gyopár kulcsosház környéke (Gyenes K. riportja)
- Fórizs István „várkapitány”, Márévár (Sinkó L. riportja)
- Gerőné Sándor Mária régész (Márévár történetéről), pécsi Kőtár
- Lazáryék, a csapat tagjai, Iharos-kút környéke (Tolnai F., Sinkó L és Gyenes K. riportja)
- Sáfár József és felesége a csapattal, Delelő-rét (Rockenbauer P. riportja)
- Buzás Endre, a Cigány-hegyi kilátó tervezője a helyszínen (Rockenbauer P. és Sinkó L. riportja)
- Péceli Endre orvos és ismerősei, Kisújbánya (Sinkó L. riportja)
- Agátz József[18] idős helyi lakos, Kisújbánya (Gyenes K. riportja)
- Réger Vilmos szőlősgazda (gesztenyesütés), Zengővárkony (Gyenes K. riportja)

Hegyek, völgyek, mesteremberek (1986. október 6–7.)
- Lantosné Imre Mária néprajzkutató, Zengővárkony
- Töttös Sándor szövőmester, népi iparművész, Zengővárkony (Gyenes K. riportja)
- Bognár Jánosné Éva néni, helyi lakos (emlékezés Fülep Lajosra, ének), Zengővárkony (Gyenes K. riportja)
- Kürthy György[19] fazekas, Óbánya (Gyenes K. riportja)
- Teimel József fazekas és családja (beszéd és ének; borozás a stábbal, megszólal Rockenbauer Pál is), Óbánya (Gyenes K. riportja)
- Lantosné Imre Mária néprajzkutató, Mecseknádasd
- Hellenbrand János[20] kádármester, Mecseknádasd
- Amrein Ferenc kőfaragó, szoborrestaurátor, Mecseknádasd (Gyenes K. riportja)
- Auth Henrik kötélgyártó, Mecseknádasd (Gyenes K. riportja)
- Schramm Antal német nemzetiségi tánccsoportjának bemutatója, Mecseknádasd

Tolnai dombokon (1986. október 8–10.)
- Balázs Eszter tanuló, Mecseknádasd
- Gerőné Sándor Mária régész, Mecseknádasd
- Lantosné Imre Mária néprajzkutató, Ófalu
- Pausch Antal faesztergályos, bútorasztalos, Ófalu
- Krutki Pál tanácselnök, Bátaapáti (Rockenbauer P. riportja)
- Juhász Árpád geológus, Mórágy (Rockenbauer P. riportja)
- Vigh Lajos borosgazda, néprajzi gyűjtő, Mórágy
- Machán István[21] régiséggyűjtő, Mórágy
- Teszler Ella fazekas, népi iparművész Mórágy (Gyenes K. riportja)
- Zalai-Gaál István régész, Kismórágy (Tűzkő-dombi ásatás)

Az utolsó lépések (1986. október 10–12.)
- Geyer Henrik helyi lakos, Zsibrik (Juhász Á. riportja)
- Elblinger Ferenc,[22] a stáb elé kerékpározó bonyhádi fiatalember, később középiskolai tanár és Podmaniczky-díjas helytörténész (megszólal Heincz László, Juhász Árpád, Rockenbauer Pál is), Szálka és Grábóc között
- Gyöpös Miklós restaurátor, Grábóc (Gyenes K. riportja)
- Bucsányi György és felesége, a Tolna Megyei Természetbarát Szövetség vezetői, Szekszárd előtt (Rockenbauer P. riportja)
- Ordas Iván újságíró, a stáb szekszárdi kalauza, a város határában (Rockenbauer P. riportja)
- Dercsényi Dezső művészettörténész, Szekszárd
- Ordas Iván újságíró, Szekszárd
- Rosner Gyula régész, Szekszárd
- Prajda Vendel építész, Szekszárd (Sinkó L. riportja); a stáb tagjai kíséretükkel és vendéglátóikkal Prajdáék tanyáján (borozás, búcsúbeszélgetés – záróképsorok)

## In memoriam
■ A túra alkalmával a Zengő környéke olyannyira magával ragadta Rockenbauer Pált, hogy kérésére családja ide, a híres zengővárkonyi szelídgesztenyésbe temettette el. Ez az ország legnagyobb, leghíresebb szelídgesztenye-ligeterdeje, sok száz évet megélt példányokkal.
■ Az ...és még egymillió lépésben végigjárt Velem–Kaposvár szakasz 1989-től vált a Kék út szerves részévé, „Rockenbauer Pál Dél-dunántúli Kéktúra” néven.